# 居梅爾

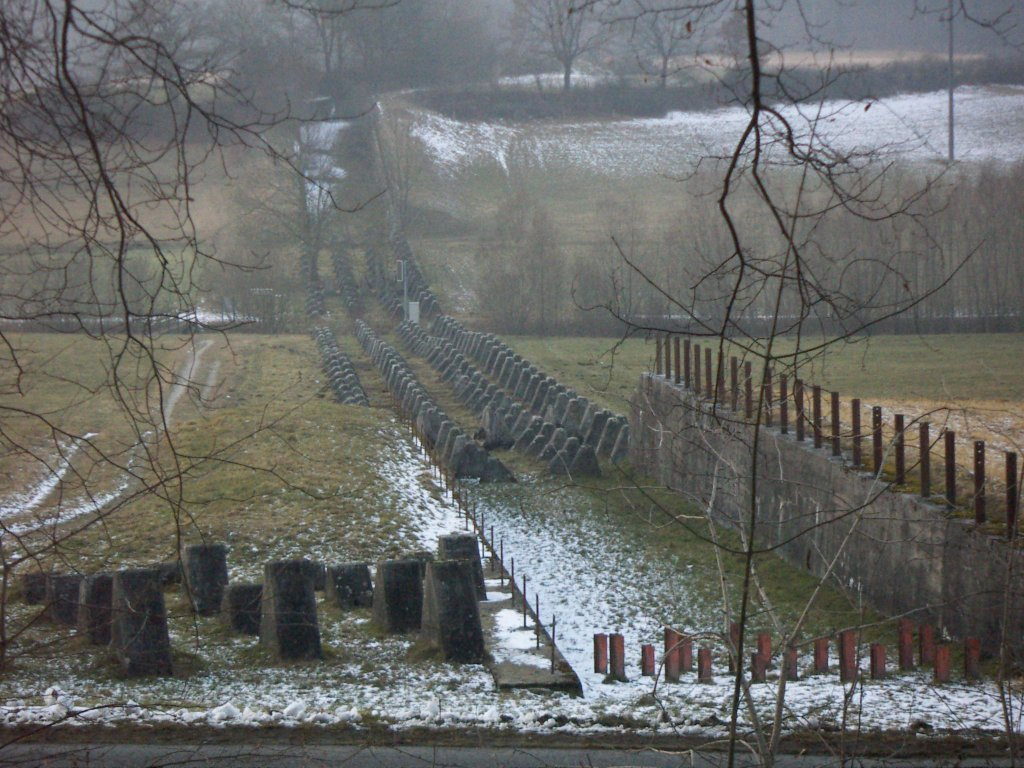

居梅爾（德語：Gurmels）是瑞士的城鎮，位於該國西部，由弗里堡州負責管轄，面積17.29平方公里，海拔高度542米，2011年人口3,844，六成半人口信奉羅馬天主教，人口密度每平方公里222人。

## 外部連結
- Official website （页面存档备份，存于） （德文）